# 269 Justitia
A 269 Justitia a Naprendszer kisbolygóövében található aszteroida. Johann Palisa fedezte fel 1887. szeptember 21-én.